# Monasterio de Vega (kommunhuvudort)
Monasterio de Vega är en kommunhuvudort i Spanien.   Den ligger i provinsen Provincia de Valladolid och regionen Kastilien och Leon, i den norra delen av landet, 240 km nordväst om huvudstaden Madrid. Monasterio de Vega ligger 773 meter över havet och antalet invånare är 109.
Terrängen runt Monasterio de Vega är platt. Runt Monasterio de Vega är det mycket glesbefolkat, med 5 invånare per kvadratkilometer. Närmaste större samhälle är Sahagún, 20,0 km nordost om Monasterio de Vega. Trakten runt Monasterio de Vega består till största delen av jordbruksmark.